# Phoma putaminum
Phoma putaminum är en lavart som beskrevs av Speg. 1881. Phoma putaminum ingår i släktet Phoma, ordningen Pleosporales, klassen Dothideomycetes, divisionen sporsäcksvampar och riket svampar.   Inga underarter finns listade i Catalogue of Life.